# Carlos Pierre
Carlos Pierre (Rafaela, 16 de enero de 1942) es uno de los poetas de la llamada "generación del 60" que se gestó en los alrededores de la Universidad de Buenos Aires en los años 1960.

## Biografía
Nació en Rafaela y luego se trasladó a vivir a la ciudad de Rosario, estando ambas ciudades ubicadas en la provincia de Santa Fe, junto a su madre, María Italia Montanari, su padre, Miguel Pierre, y su hermano, el saxofonista Hugo Pierre. En su familia se hacía un culto de la música clásica y del jazz, hechos que influyeron en su posterior formación. A la muerte de su padre, la familia fue a vivir a la ciudad de Buenos Aires, donde Carlos Pîerre terminó sus estudios secundarios. Al mismo tiempo, se vinculó a los grupos de poetas de entonces, jóvenes estudiantes como él de la carrera de Letras de la Universidad porteña, iniciando también sus estudios personales de la filosofía de Blas Pascal así como la redacción definitiva de sus primeros libros de poesías.
Antes de terminar sus estudios, Carlos Pierre había ingresado a la gerencia artística de canal 13, donde continúa desempeñándose, hecho que le permitió vincularse con famosos artistas porteños que lo ayudaron a difundir sus poemas en diferentes telenovelas, tales como Leonor Benedetto y Elsa Berenguer (fallecida).

## Su obra
Su primer libro de poemas fue El inquisidor de la rosa y tuvo el prólogo de Sigfrido Radaelli, quien quedó deslumbrado por la utilización de singulares metáforas que realizaba Carlos PIerre. Quien le dio un gran soporte para ese primer libro suyo, fue el historiador Félix Luna que, al leer los poemas, no dudó en hablar con su editor personal para que esa publicación saliera a la luz. Mientras tanto, Pierre siguió escribiendo así como vinculándose con artistas plásticos que luego se sumarían con su arte a sus posteriores ediciones, como Señal del paraíso y Pasión Buenos Aires, que contó con el prólogo de Horacio Ferrer y la tapa del fileteador Martiniano Arce. O bien como Dedée Wolff y el escenógrafo Caldentey, quienes también contribuyeron en la ilustración de varios libros. En esta etapa fue muy importante su amistad con el poeta Gregorio Santos Hernando, hombre también vinculado a la televisión, quien puso a su disposición su imprenta y lo asesoró en la edición de varios libros. Su último editor ha sido Roque Valicenti.
A esta tarea como escritor, Pierre sumó su investigación constante sobre la música prebarroca y barroca, siendo hoy uno de los referentes culturales al respecto, preparando también un ensayo sobre el tema. La filosofía no quedó al margen, y, siguiendo una temprana vocación por la lectura de los Pensamientos, de Blas Pascal, ganó un concurso sobre el filósofo francés en el Instituto de Cultura Hispánica de Buenos Aires.
La televisión, medio en el que trabajó durante 47 años, se sumó a la difusión de uno de sus poemas, en el ciclo de microprogramas titulado Los Creadores, que dirigió la renombrada María Inés Andrés. En todos estos años, Pierre lleva escritos 28 libros de poemas y el ensayo "La conversión de Pascal". Vive actualmente en la ciudad de Buenos Aires, donde trabaja como productor general de radio en Radio www.arinfo.com.ar todos los sábados de 16 a 17 horas. Su sitio oficial es www.poesiapierre.blogspot.com
- Datos: Q5751355